# WE LOVE ヘキサゴン2009
『WE LOVE ♥ ヘキサゴン 2009』（ウィー・ラヴ・ヘキサゴン にせんきゅう）は、フジテレビ系クイズ番組『クイズ!ヘキサゴンII』発のコンピレーション・アルバム。アーティストの名義は「ヘキサゴンオールスターズ」である。2009年10月21日にポニーキャニオンのレーベル・FLIGHT MASTERから発売された。

## 解説
オリコン1位を記録した『WE LOVE ヘキサゴン』から1年振りとなる、『クイズ!ヘキサゴンII』出演者や派生ユニット（いわゆる「ヘキサゴンファミリー」）によるアルバムの第2弾。
前作は収録曲の約半分が新曲であったが、本作は島田紳助が発売日放送分の『ヘキサゴンII』で「1年のシングルの集大成」と語っているように、14曲中11曲が前作発売（2008年10月）以降にシングルとして発表されていたもの（別バージョンのものを含む）である。シングル作品は基本的に発売順に収録されている。
前作と本作の両方に楽曲が収録されているユニットはPabo、エアバンド、羞恥心の3組。スベラーズの「ひとつ500円で買い取らせていただきます」が先行シングルカットされたことにより、アルバム内で初披露となる新しいユニットはなくなった。
2009年1月で音楽活動を休止した羞恥心の「弱虫サンタ」は2008年の発売であるが、本作に収録されている。ただしカップリングの「何もかもが君だった」は収録されていない。同年3月に羞恥心の上地雄輔が「遊助」名義でソロデビュー、4月につるの剛士がカバーアルバムでソロデビューとなったが、それぞれの音楽活動は『ヘキサゴンII』や紳助のプロデュースとは一線を画した独自の路線となり、アルバムにソロ楽曲は収録されていない。同じく羞恥心の野久保直樹は本作発売時には事実上の芸能活動休業状態で、番組および同年10月31日に行われた「ヘキサゴンファミリーコンサート2009」に出演していない。
「弱虫サンタ」と同じく2008年に発売された里田まい with 合田兄妹の「もうすぐクリスマス」は収録されず、この後にユニット単独名義のミニアルバム『里田まい with 合田家族』（2009年12月9日発売）に収録された。
収録曲「泣いてもいいですか」の作曲者として『ヘキサゴンII』に関わり、2009年8月に番組内で「紳助の秘蔵っ子」としてメジャーデビュー曲「ひらり」を披露したシンガソングライター・RYOEIのソロ楽曲が収録された。クイズ解答者として番組に出演した経験のない人物のアルバム参加は初となる。
アルバム発売前週の2009年10月16日にニッポン放送で単発ラジオ番組『ヘキサゴンオールスターズのオールナイトニッポンGOLD』が放送され、つるの、崎本大海、里田まい、神戸蘭子が出演した。アルバム発売当日はお台場・ヴィーナスフォートにて、この4名による発売イベントが行われた。

### CDタイプ
前作と同じく3種類の形式での発売。各エディションごとの内容、ジャケットの装丁もそれぞれ前作のパターンを踏襲している。前作と同様に、『ヘキサゴンII』プロデューサーの神原孝によるライナーノーツ「プロデューサー×神原人語」が封入されている。
前作では紳助の顔写真が表面に写っているものはなかったが、本作では写真タイプのジャケットではすべて表面に写っている。スベラーズの3人はすべてジャケット裏面に写っている。
- リミテッドエディション

CD（音楽トラック＋MC収録）、DVD、フォトブック
- スタンダードエディション

CD（音楽トラック）、DVD
DVDの収録内容はリミテッドエディション・スタンダードエディションともに同じ。
- CD ONLY

CD（音楽トラック）

## 参加者
ユニットは後述の「収録内容」項を参照のこと。
全31名。前作の参加者17名は全員本作に参加している。野久保を除く30名は皆「ヘキサゴンファミリーコンサート2009」に出演した。
※曲順はスタンダードエディションのもの
- 里田まい（カントリー娘。） - M-1、2、6、10、11、14
- スザンヌ - M-1、4、10、14
- 木下優樹菜 - M-1、10、14
- misono - M-2、6、11、14
- 藤本敏史（FUJIWARA） - M-2、6、7、11、14
- 矢口真里 - M-3、14
- 庄司智春（品川庄司） - M-3、4、14
- 岡田圭右（ますだおかだ） - M-3、10、14
- 波田陽区 - M-3、7、10、14
- 田中卓志（アンガールズ） - M-3、14
- 山根良顕（アンガールズ） - M-3、14
- 金剛地武志[9] - M-3、14
- 牧原俊幸（フジテレビアナウンサー） - M-5、14
- 中村仁美（フジテレビアナウンサー） - M-5、14
- 神戸蘭子 - M-6、11、14
- 南明奈 - M-7、14
- クリス松村 - M-7、14
- 原西孝幸（FUJIWARA） - M-7、14
- 小島よしお - M-7、10、14
- 崎本大海 - M-7、8、12、14
- つるの剛士 - M-8、12、13、14
- RYOEI - M-9
- 上地雄輔 - M-13、14
- 野久保直樹 - M-13、14
- 島田紳助 - M-14
- 大沢あかね - M-14
- さとう里香 - M-14
- 品川祐（品川庄司） - M-14
- ダンディ坂野 - M-14
- 元木大介 - M-14
- 山田親太朗 - M-14

## 収録内容

### CD

#### スタンダードエディション・CD Only
1. 恋をしようよ / Pabo [4:08]
作詞：カシアス島田、作曲：高原兄、編曲：斎藤文護・岩室晶子
新曲。
2. バイバイ / 里田まい with 合田兄妹 [3:39]
作詞：カシアス島田、作曲：高原兄、編曲：斎藤文護・岩室晶子
2009年1月発売の2ndシングル。
3. 青春 Special Edition / 矢口真里×エアバンド [4:12]
作詞：カシアス島田、作曲：ユウキ、編曲：斎藤文護・岩室晶子
2009年2月発売の両A面シングル「青春 僕」と「青春 俺」のメドレーバージョン。「×」は英語の「マルチプライ」と読ませる。CD化は今回が初となる。
4. 出会えてよかった / トモとスザンヌ [5:34]
作詞：カシアス島田、作曲：高原兄、編曲：斎藤文護・岩室晶子
2009年5月発売のシングル（M-5と両A面）。
5. お台場の女 / 部長と部下 [4:56]
作詞：カシアス島田、作曲：高原兄、編曲：斎藤文護・岩室晶子
2009年5月発売のシングル（M-4と両A面）。
6. Don't leave me / 里田まい with 合田家族 [4:05]
作詞：カシアス島田、作曲：高原兄、編曲：斎藤文護・岩室晶子
2009年6月発売のシングル（M-7と両A面）。
7. I Believe ～夢を叶える魔法の言葉～  / 南明奈のスーパーマイルドセブン [5:28]
作詞：カシアス島田、作曲：TOZY、編曲：斎藤文護・岩室晶子
2009年6月発売のデビュー曲（M-6と両A面）。
8. 泣いてもいいですか<フレンズバージョン>  / フレンズ [5:33]
作詞：カシアス島田、作曲：RYOEI、編曲：斎藤文護・岩室晶子
2009年7月発売のデビュー曲。
9. ひらり(WE LOVE HEXAGON 2009ver.) / RYOEI [5:40]
作詞：カシアス島田、作曲：RYOEI、編曲：岩室晶子
2009年8月に発表したシングル曲の別バージョン（編曲家が異なる）。ヘキサゴンオールスターズのアルバム全4作の中で、個人名義の楽曲はこの1曲のみである。
10. ひとつ500円で買い取らせていただきます(with Pabo ver.) / スベラーズ [5:20]
作詞：カシアス島田、作曲：高原兄、編曲：斎藤文護・岩室晶子
2009年9月に先行シングルカットされた楽曲にPaboのコーラスと台詞を加えたバージョン。
11. Mr.ジゴロ / 里田まい with 合田家族 [4:16]
作詞：カシアス島田、作曲：TOZY、編曲：斎藤文護・岩室晶子
新曲。
12. 夢戦士 / フレンズ [4:53] 
作詞：カシアス島田、作曲：RYOEI、編曲：斎藤文護・岩室晶子
新曲。
13. 弱虫サンタ / 羞恥心[4:43]
作詞：カシアス島田、作曲：高原兄、編曲：斎藤文護・岩室晶子
2008年12月発売の3rd（ラスト）シングル。
14. 泣いてもいいですか<26時間バージョン> / ヘキサゴンファミリー with オーディエンス [5:38]
作詞：カシアス島田、作曲：RYOEI、編曲：斎藤文護・岩室晶子
ヘキサゴンオールスターズバージョンに『FNS26時間テレビ2009』内の企画「全国縦断ツアー」観客の合唱を合成したバージョン。

#### リミテッドエディション
音楽トラックの収録楽曲・曲順はスタンダードエディションに同じ。各音楽トラックの前「MC」として短いトークと曲紹介が収録されている。前作のMCはすべてアラジンのメンバーによるものであったが、本作はすべて各楽曲の歌い手がそれぞれ担当している（ただし名義はすべて「ヘキサゴンオールスターズ」）。
1. MC1
2. 恋をしようよ
3. MC2
4. バイバイ
5. MC3
6. 青春 Special Edition
7. MC4
8. 出会えてよかった
9. MC5
10. お台場の女
11. MC6
12. Don't leave me
13. MC7
14. I Believe 〜夢を叶える魔法の言葉〜
15. MC8
16. 泣いてもいいですか<フレンズバージョン>
17. MC9
18. ひらり(WE LOVE HEXAGON 2009ver.)
19. MC10
20. ひとつ500円で買い取らせていただきます(with Pabo ver.)
21. MC11
22. Mr.ジゴロ
23. MC12
24. 夢戦士
25. 弱虫サンタ
26. 泣いてもいいですか<26時間バージョン>

### DVD
1. MUSIC VIDEO 
（ミュージックビデオ）
1. 弱虫サンタ / 羞恥心
2. I Believe 〜夢を叶える魔法の言葉〜 / 南明奈のスーパーマイルドセブン
3. 恋をしようよ / Pabo
4. 夢戦士 / フレンズ
2. 26時間テレビ「泣いてもいいですか」全国縦断イベント密着ドキュメント!
『26時間テレビ』内で全国縦断イベントを行ったフレンズと羞恥心に密着したドキュメント映像[11]。イベントに同行した中野美奈子（フジテレビアナウンサー）、山里亮太（南海キャンディーズ）も出演している。
3. スペシャルアニメ「ヘキサゴンファミリー オーケストラ編」
4. HOW TO DANCE VIDEO
（振り付け映像、マルチアングル）
1. ひとつ500円で買い取らせていただきます / スベラーズ
2. 恋をしようよ / Pabo